# Mario de Miranda
Mário João Carlos do Rosário de Brito Miranda, ComIH (Damão, 2 de maio de 1926 – Goa, 11 de dezembro de 2011), popularmente conhecido como Mario Miranda ou Mario de Miranda, foi um cartunista e pintor indiano, de origem portuguesa, que desenvolveu o seu trabalho, principalmente em Loutolim, no estado Indiano de Goa.
Miranda foi um colaborador regular do The Times of India e de outros jornais de Mumbai, incluindo o The Economic Times, onde obteve muita popularidade com a publicação das suas obras na The Illustrated Weekly of India.
Em Portugal, Mário Miranda foi feito Comendador da Ordem do Infante D. Henrique, a 29 de dezembro de 2009. Na Índia, foi agraciado, postumamente, em 2012, com a ordem Padma Vibhushan.
Em 2016, assinalando os 90 anos do seu nascimento, o motor de busca Google dedicou-lhe um Google Doodle.